# Hugo Campagnaro
Hugo Armando Campagnaro (Córdoba, 27 de junho de 1980) é um futebolista argentino que atua como zagueiro. 
Iniciou profissionalmente no Deportivo Morón em 1998. Em 2002 transferiu-se ao futebol italiano, primeiro o Piacenza, seguido da Sampdoria, Napoli, Internazionale e atualmente, esta sem clube.
Foi convocado para disputar a Copa do Mundo FIFA de 2014. 

## Títulos
Napoli
- Copa da Itália: 2011-12